# Tokyoprocessen

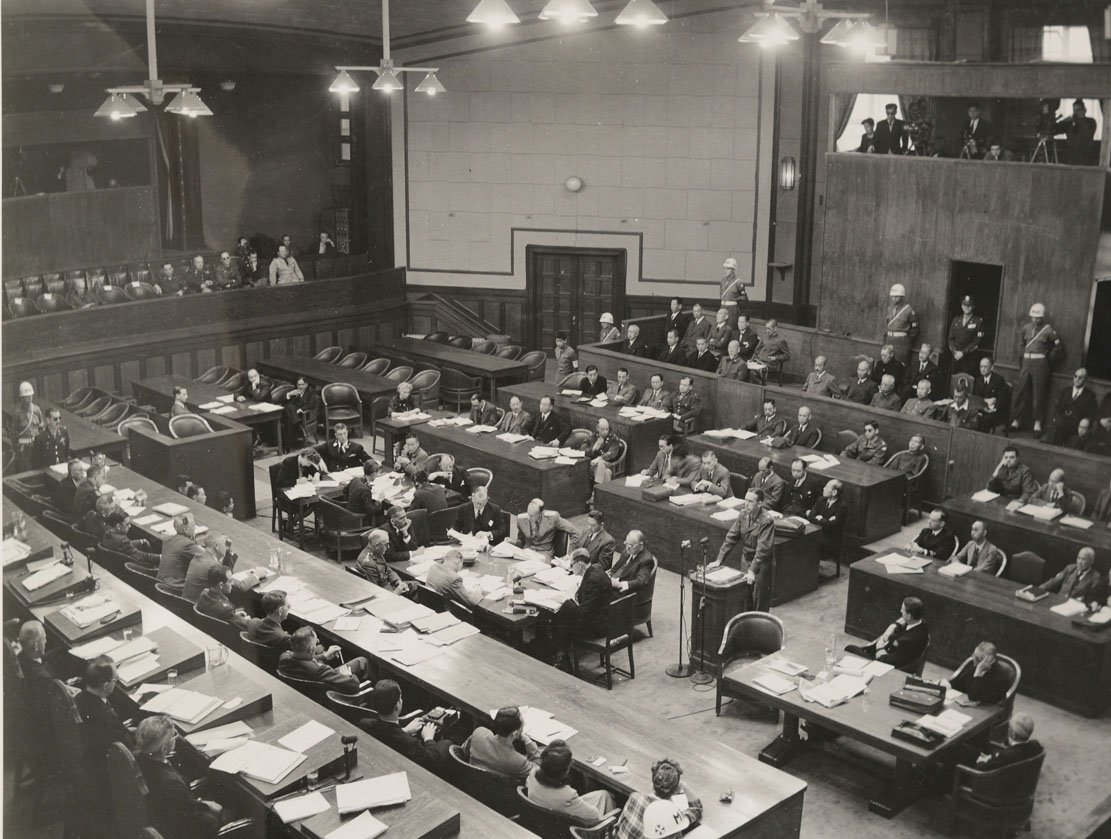
Tokyoprocessen.

Tokyoprocessen var en rättegång efter andra världskriget i Internationella militärtribunalen för Fjärran östern mot 28 högt uppsatta japanska politiska och militära ledare 3 maj 1946–12 november 1948, som ställdes till svars för brott mot freden, krigsförbrytelser och brott mot mänskligheten i en specialdomstol inrättad av de allierade benämnd Internationella militärtribunalen för Fjärran Östern.
Samtliga åtalade befanns vara skyldiga, och sju av dem dömdes till döden genom hängning, däribland Hideki Tojo.
Att inte fler, exempelvis Hirohito, åtalades hängde samman med de allierades, och framför allt USA:s, ambition att snabbt normalisera livet i Japan utan att skapa alltför stort motstånd mot ockupationsmakten eftersom Japan sågs som en för västvärlden viktig allierad i en framtida kraftmätning med ett av socialistiska stater dominerat Östasien.